# 达连计划
达里恩计划是苏格兰王国一次失败的建立殖民地的尝试。17世纪90年代晚期，苏格兰王国意图在巴拿马地峡和达连湾附近建立被称为「喀里多尼亚」的殖民地，使得苏格兰成为一个国际贸易国家。这一尝试最终失败。

## 第一次远征（1698年）
1698年7月14日，五艘船只（分别是Saint Andrew，Caledonia，Unicorn，Dolphin及Endeavour号）运载着1200名殖民者，为了避免被英格兰战舰发现而选择从苏格兰首都爱丁堡丽思港出发，踏上远征巴拿马的航路。这个远征队的主力是一些军官和士兵，其中多为像托马斯·德拉蒙德（Thomas Drummond）那样的不守军纪、道德败坏者，位居决策层的则是政府官员、贵族、投机商人和教会长老。这些人彼此之间都不太信任，船刚离港，就形成了一个个小集团，打着各自的小算盘（p. 103）。
船员们收到的指令是：“前往達連灣，把小岛命名为黄金岛（Golden Island）...过了几里格就是大达连河（The Great River of Darie）河口的下风处...然后在大陆建立一个殖民地”。舰队一度停靠在马德拉群岛和西印度群岛，并且占领了別克斯島。航行大约四个月之后，也就是11月2日，船队到达达连湾，没有什么乱子发生，总体情况还算良好，随后他们就干劲十足地投入到建立殖民地的劳动中去。
这个殖民地被命名为“喀里多尼亚”（Caledonia）。“喀里多尼亚”乃是苏格兰的古称，出现于古罗马时期的一些文学艺术作品中，据说源自于一座神秘的仙女山。这个殖民地的公开成立声明也很有气势：“我们以上帝的名义在这里建立苏格兰人的新家园，传承先辈的荣誉和记忆，并将从此以后称呼此地为喀里多尼亚。我们，以及我们的接班人，都将以喀里多尼亚人的身份傲立于世上！”在德拉蒙德的负责下，殖民者在港口附近开挖了一个水渠。一个装备了50门加农炮、但缺乏淡水资源的圣安德鲁堡垒（Fort St Andrew）很快就建立了起来，靠近堡垒的是一个名为“新爱丁堡”的定居点，以及开辟出来准备种庄稼的田地。根据BBC在2014年的一份报告，这个水渠是喀里多尼亚唯一保存至今的遗迹。对于西班牙帝国而言，这个处在白银商路附近的殖民地是一个潜在的威胁。而由于苏格兰国内资源有限，此项计划的可行性经常受到后人的质疑，但现代也有学者认为若得到英格兰的资助，此项计划将会有良好的前景。

### 新爱丁堡

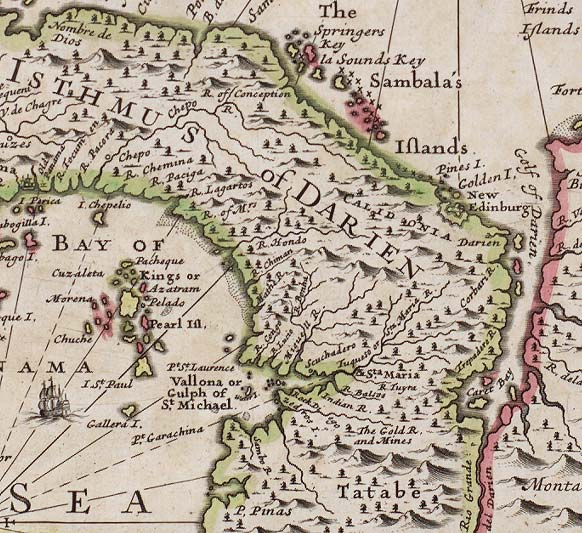
1699年美洲巴拿馬地峽的地图。巴拿马港湾位于图中左侧，苏格兰殖民点新爱丁堡位于图中右侧

在堡垒附近，殖民者开始建造名为新爱丁堡的定居点，也就是现在位于巴拿马库纳雅拉特区的Puerto Inabaginya，并开始为种植山藥和玉米进行准备。第一批随船带回国内的信件也是充满了乐观情绪，让苏格兰国内误以为计划正顺利进行。不过，这也意味着苏格兰人对即将到来的灾难是毫无准备的。
当地潮湿炎热气候，让那些从欧洲带来的山药和马铃薯种子几乎没有发育的可能，农业可以说是完全失败。尽管当地土著对西班牙人怀有敌意，但是他们依然拒绝与苏格兰人通商。最严重的时候，甚至连进入海湾的商人都拒绝向殖民者购买任何商品。开始饿肚子的殖民者同时面临热带疫病的侵袭，来自热带雨林的蚊虫给他们“送来”致命寄生虫和病菌，疟疾、黄热病等高致死率瘟疫迅速流传，一度达到每天带走12名殖民者的“死亡高峰”。当地土著送来了一些水果和大蕉，却基本上都被一般只留在船上的领袖和水手占为己有。病怏怏的情况下，越来越少的人还能充当开荒的劳动力，各个小集团之间的矛盾也越来越大，难以形成统一决策来应对危机。不当的贮藏法更是加速了粮食的腐败，让本已不多的粮食更为紧缺。与此同时，国王威廉为了避免触怒西班牙帝國，而指示荷属与英属美洲殖民地不得向苏格兰殖民者提供援助。奇怪的是，此时殖民者却盛行起了酗酒之风，导致殖民者死亡的频率不断攀高。原来在他们出航之际，就已经带上了许多酒桶，计划用于各种庆祝，没料到竟然成了他们“借以消愁”、麻痹痛苦神经的悲剧用品。
坚持8个月之后，1699年7月，这个殖民地终于被放弃，只有6个早已虚弱得无法行动的人留了下来。陆陆续续有其他殖民者在船上丧命，1200人中，只有不到300人幸存下来。他们的船只航行到临近的英格兰殖民地——牙买加城的皇家港，被拒绝进港之后，只得转向回家的方向，最终只有一艘船到达苏格兰。这些幸存者被民众视为国家的耻辱，有的甚至被家属抛弃。至于其它的船只，Caledonia号带着250名幸存者于8月10日在纽约登陆。4天后，Unicorn号也驶入了纽约港。此同时，北美纽约又有一只苏格兰人的殖民船队，在对这一切毫不知情的情况下，按照预先计划，向“喀里多尼亚”进发（pp. 206–207 & 220）。

## 增援（1699年）
1699年8月，大约有三百来人的两艘船（Olive Branch和Hopeful Beginning号）抵达了达连。他们本来打算是作为增援部队，不料到达之后看到的是成片的墓地，人影都见不到一个。失望之余，Olive Branch号又在这时失火被毁，剩下的人挤在一艘船上，又逃往作为英格兰殖民地的牙买加。后者则是继续拒绝进港，将这艘已经带上了许多瘟疫病人的死亡之船，逼回了纽约，他们中只有很少的人能活下来（p. 237）。